# 新卡利斯
新卡利斯是德国梅克伦堡-前波美拉尼亚州的一个市镇。总面积34.05平方公里，总人口1911人，其中男性961人，女性950人（2011年12月31日），人口密度56人/平方公里。